# Þórður Guðmundsson
Þórður Guðmundsson (Reykjavík, 19 maggio 1908 – Reykjavík, 19 ottobre 1988) è stato un pallanuotista islandese che ha partecipato alle Olimpiadi estive del 1936.